# Pardosa cavannae
Pardosa cavannae este o specie de păianjeni din genul Pardosa, familia Lycosidae, descrisă de Simon, 1881.
Este endemică în Italia. Conform Catalogue of Life specia Pardosa cavannae nu are subspecii cunoscute.